# Trolejbusy w Szafuzie
Trolejbusy w Szafuzie – system komunikacji trolejbusowej działający w szwajcarskim mieście Szafuza.

## Historia
W wyniku referendum z 13 września 1964 w sprawie zastąpienia linii tramwajowej z Szafuzy do Neuhausen am Rheinfall trolejbusami mieszkańcy opowiedzieli się za zastąpieniem linii tramwajowej przez trolejbusy. Otwarcie linii trolejbusowej na trasie Szafuza – Neuhausen am Rheinfall nastąpiło 24 września 1966. 29 maja 1974 linię trolejbusową wydłużono z Ebnat (Szafuza) do Herblingertal, gdzie 31 maja 1987 powstała nowa zajezdnia trolejbusowa i autobusowa. 4 sierpnia 1980 wydłużono linię z Neuhausen do Herbstäcker. W 2024 zapowiedziano likwidację sieci i zastąpienie jej autobusami elektrycznymi, planowane na 2026.

## Linia
Trasa linii trolejbusowej:
- 1: Herbstäcker – Neuhausen – Bahnhof – Ebnat – Waldfriedhof

## Tabor
Początkowo w eksploatacji było 5 przegubowych trolejbusów, kolejne pięć wypożyczono z Winterthur. Na całej trasie jeździło 6 przegubowych trolejbusów, natomiast na odcinku od Ebnat do Neuhausen jeździły dodatkowo 4 krótkie trolejbusy. W kolejnych latach otrzymano dwa trolejbusy z Lucerny, dzięki czemu posiadano 6 przegubowych trolejbusów i 7 krótkich. W 1991 i 1992 dostarczono 8 wysokopodłogowych i przegubowych trolejbusów NAW BGT 5-25, które zastąpiły wszystkie dotychczas eksploatowane trolejbusy, oznaczono je nr od 111 do 118. Obecnie jeździ 7 z nich o nr 111-113 i od 115 do 118. W 2011 zostało dostarczonych 7 niskopodłogowych, przegubowych trolejbusów typu Swisstrolley3 produkcji Hess, zastąpiły one dotychczas używane trolejbusy NAW BGT 5-25.